# Damalis annulata
Damalis annulata là một loài ruồi trong họ Asilidae. Damalis annulata được Loew miêu tả năm 1858.